# Luminescence (Soord)
Luminescence is het vierde studioalbum van Bruce Soord, leider van The Pineapple Thief (TPT). 

## Inleiding
Al op eerdere albums bleek dat hij muziekmateriaal overhield dat niet paste binnen de muziekgroep. Dat geldt zeker voor dit album dat voornamelijk muziek bevat richting singer-songwriter. Soord speelt en zingt hier alleen begeleid door een strijksextet onder leiding van Andrew Skeet. Hij nam zijn spel op tijdens de coronapandemie in zijn eigen Soord Studio (januari 2021 tot juni 2023); de strijkinstrumenten hadden slechts één dag nodig (7 juni 2023) in de RAK Studios. Steve Kitch, normaliter toetsenist van TPT, verzorgde de mastering. Het geheel werd gestoken in een platenhoes van Carl Glover.
Soord geeft in het laatste nummer de stemming van het album weer: "To find peace without you". Soord gaf aan dat de inspiratie voor dit album kwam uit dat hij rust probeerde te vinden in deze drukke moderne wereld. Indrukken werden opgedaan tijdens verblijf in steden waar de band PTP optrad, Soord legde daarbij zijn inspiratie direct vast. Na uitgave van het album ondernam hij een korte tournee (10 optredens) door Europa te beginnen in De Cacaofabriek in Helmond.
Van het album werd ook een luxe editie uitgebracht met twee cd’s en één dvd.

## Musici
- Bruce Soord – zang, alle instrumenten
- Everton Nelson, Marianne Haynes, Richard George – viool
- Bruce White – altviool
- Chris Worsey, Hetty Snell – cello

## Muziek
| Nr. | Titel                          | Duur |
| --- | ------------------------------ | ---- |
| 1.  | Dear life (Soord)              | 3:27 |
| 2.  | Lie flat (Soord)               | 3:52 |
| 3.  | Olomouc (Soord)                | 3:55 |
| 4.  | So simple (Soord)              | 2:05 |
| 5.  | Never ending light (Soord)     | 4:33 |
| 6.  | Day of all days (Soord)        | 3:20 |
| 7.  | Nestle in (Soord)              | 3:13 |
| 8.  | Instant flash of light (Soord) | 3:37 |
| 9.  | Rushing (Soord)                | 3:03 |
| 10. | Stranded here (Soord)          | 3:42 |
| 11. | Read to me (Soord)             | 2:08 |
| 12. | Find peace (Soord)             | 4:46 |